# Naturfreundehaus

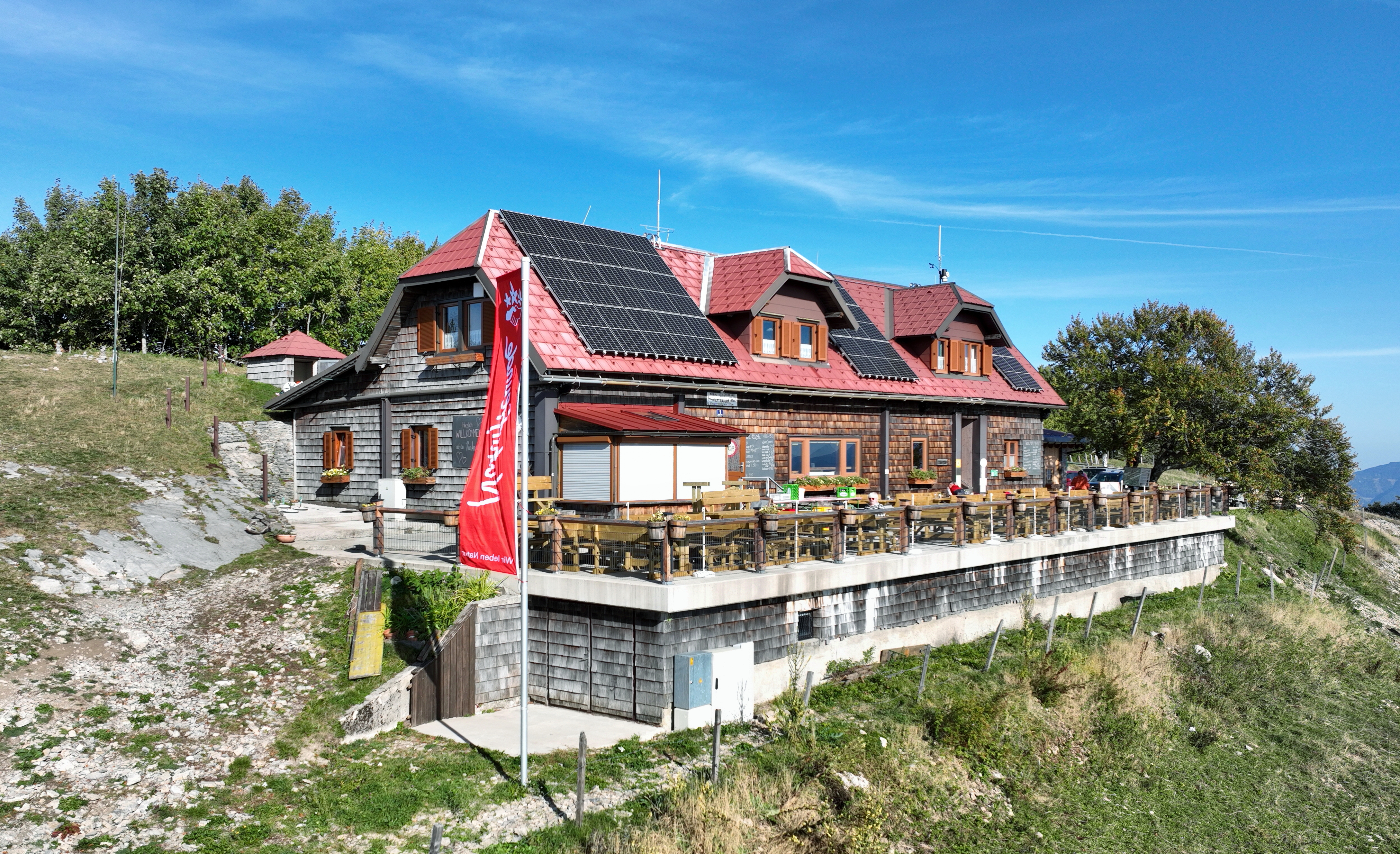
Die Traisner Hütte in den Gutensteiner Alpen wurde 1922 eröffnet

Naturfreundehäuser entstanden aus der Naturfreunde-Bewegung, die 1895 in Wien von Sozialisten gegründet wurde. Weltweit gibt es mehr als 700 Naturfreundehäuser, davon fast 400 in Deutschland. Manche stehen mitten in der Natur, am Wasser, im Wald oder in den Bergen, ähnlich Alpenvereinshütten oder Jugendherbergen. Am Naturfreunde-Logo und den Namen der Naturfreunde-Organisationen sind sie erkennbar.
Naturfreundehäuser gibt es vom Selbstversorgerhaus bis zum hotelähnlichen Komplex, als anerkannte Familienferienstätten, Ferienheime, Stadtheime, Wanderhütten, Bootshäuser oder auch reine Vereinsheime ohne Übernachtungsmöglichkeit, von der einfachen Übernachtung bis hin zu ausgearbeiteten Ferienangeboten und Arrangements. In Deutschland gibt es 379 deutsche Naturfreundehäuser, davon 260 mit Übernachtungsmöglichkeiten und insgesamt mehr als 9000 Übernachtungsplätzen, 196 Häuser mit  Selbstversorgerküchen, 132 Naturfreundehäuser vollbewirtschaftet, 222 ganzjährig geöffnet (Stand Anfang 2020).
Naturfreundehäuser sind preisgünstig. Sie werden von Naturfreunden für Vereinszwecke genutzt, stehen aber allen Menschen offen, die die Werte der Naturfreunde respektieren. Für die Übernachtung ist keine Mitgliedschaft nötig, Mitglieder erhalten jedoch Vergünstigungen. Im Rahmen des österreichischen Gegenrechts gilt dies auch für Mitglieder anderer alpiner Vereine.

## Geschichte

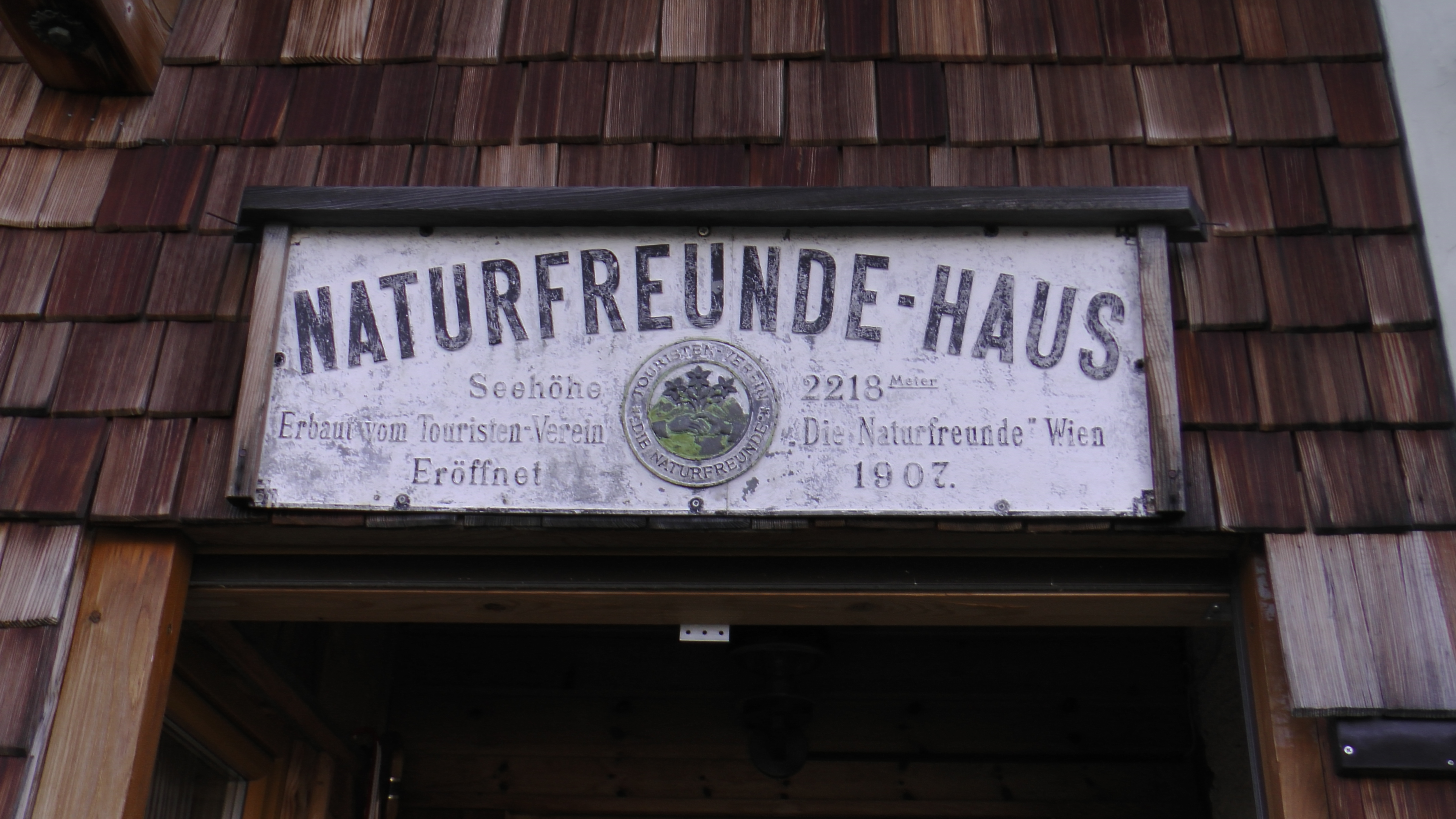
Schild am Padasterjochhaus

Mit den Naturfreundehäusern wollten die Naturfreunde auch Arbeitern die Freizeitgestaltung in der Natur ermöglichen, denen damals der Zugang zu bürgerlichen Vereinen und deren Unterkünften schwer möglich war. Auch boten die eigenen Wanderunterkünfte Freiraum für ungestörte politische Betätigung. Das erste Naturfreundehaus wurde 1907 am Padasterjoch in den Stubaier Alpen eröffnet, das erste Naturfreundehaus in Deutschland 1911 in Maschen zwischen Lüneburger Heide und Hamburg. Bis zum Ersten Weltkrieg entstanden danach etwa 30 Naturfreundehäuser. „Jedes Naturfreundehaus, das neu entsteht, ist ein Stück Klassenkampf“, hieß es auf der Naturfreunde-Reichsversammlung 1928.
Mit dem Verbot der Naturfreunde durch die Nationalsozialisten gingen die Naturfreundehäuser 1933 in den Besitz von NSDAP, SA, Hitlerjugend, der Jugendherbergsorganisation und privater Profiteure des Hitlerregimes über. Das Naturfreundehaus in Königstein wurde von der SA als KZ missbraucht. 1945 waren viele Naturfreundehäuser zerstört oder wurden zu Flüchtlingsheimen umfunktioniert. Im Westen konnte der Verband, auch gestützt auf Solidarität internationaler Naturfreundinnen, sein Häuserwerk neu aufbauen. In der sowjetisch besetzten Zone wurden die Naturfreunde nicht wieder zugelassen und ehemalige Naturfreundehäuser zu SED-Parteischulen wie das Naturfreundehaus Üdersee oder zu Jugendherbergen wie das Naturfreundehaus Zirkelstein umfunktioniert. 
Das jüngste Naturfreundehaus in Deutschland ist ein 2019 eröffnetes Zentrum für Tagungen in Erfurt. Benannt wurde es nach der Widerstandskämpferin, Arbeitersportlerin und Naturfreundin Charlotte Eisenblätter.